# غرايم جيبسون
غرايم جيبسون (بالإنجليزية: Graeme Gibson)‏‏ (9 أغسطس 1934 في لندن - 18 سبتمبر 2019) كاتب، وروائي من كندا.

## روابط خارجية
- غرايم جيبسون على موقع IMDb (الإنجليزية)